# Punta de Palmela

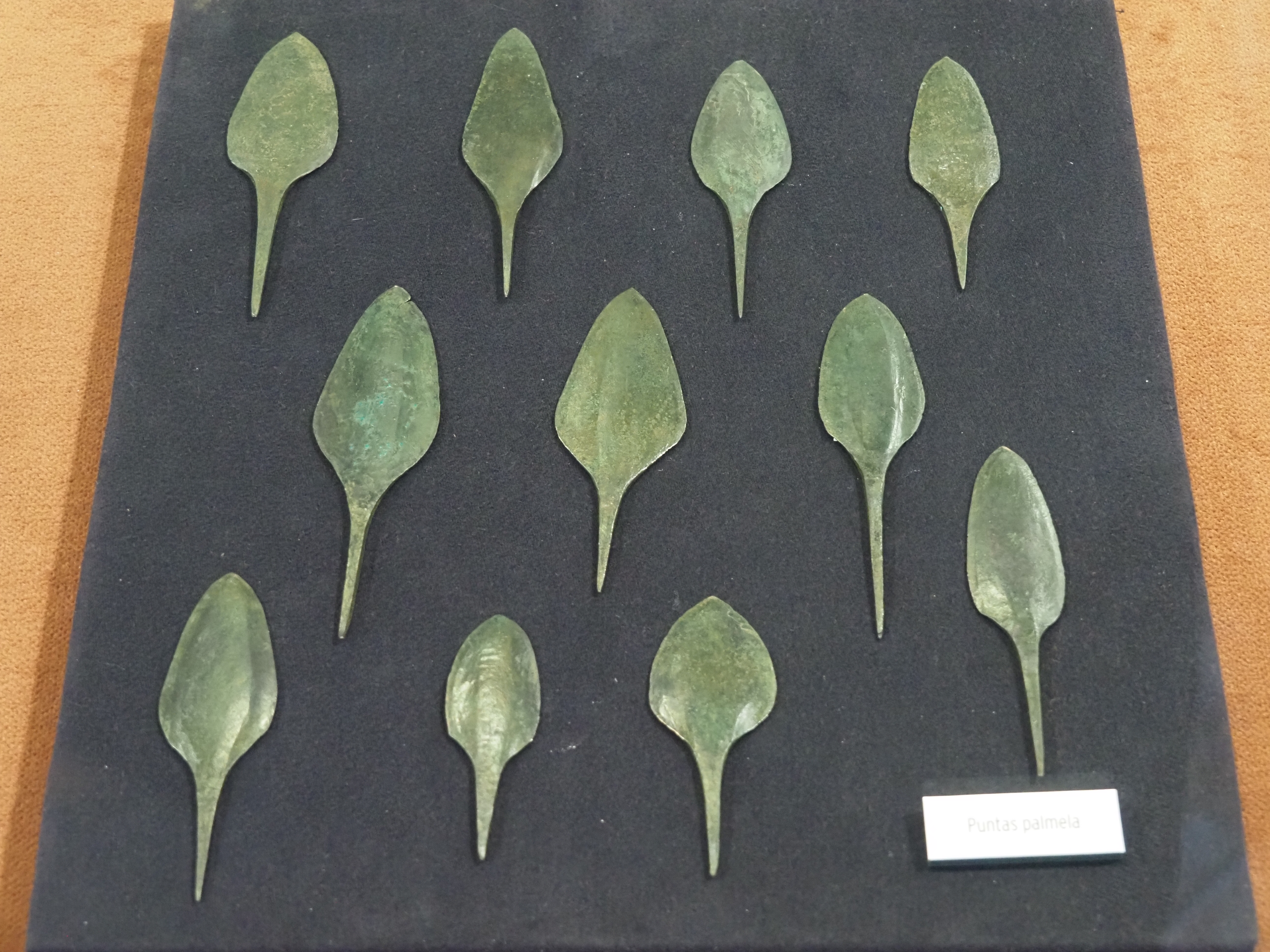
Puntas de Palmela procedentes de un enterramiento encontrado en Fuente-Olmedo (Valladolid).

La punta de Palmela es un tipo de herramienta metálica de la prehistoria. Estas puntas se caracterizan por tener una hoja plana y generalmente ovalada, aunque también se pueden encontrar de forma circular, romboidal e incluso con aletas. Poseen un pedúnculo estrecho y apuntado de longitud variable, lo cual es una característica distintiva de esta tipología de puntas.

## Contexto
El nombre de "punta de Palmela" proviene de un yacimiento arqueológico situado en la localidad de Palmela, cerca de Lisboa (Portugal), donde se encontraron los primeros ejemplares de este tipo de puntas metálicas. Sin embargo, su dispersión es común en toda la península ibérica, lo que indica que su uso y producción se extendió ampliamente en la región.
Estas puntas metálicas son típicas de los ajuares campaniformes, que corresponden a un período de transición entre finales de la Edad del Cobre y la Edad del Bronce. Formaban parte de la panoplia de los guerreros de esa época y eran más comunes en contextos funerarios, especialmente en la Meseta Norte y en los primeros momentos de la Edad del Bronce. Desde finales del III milenio a. C. hasta finales de la Edad del Bronce, las puntas de Palmela coexistieron con las puntas de sílex.

## Fabricación
Estas puntas se elaboraban a partir de planchas de cobre, un mineral presente en la naturaleza de forma natural. El proceso de fabricación implicaba el martilleo y, a veces, la aplicación de calor para ablandar el metal y dar forma a las planchas que luego se recortaban para convertirlas en puntas. Algunas de estas puntas contenían arsénico, lo que facilitaba el laminado del metal durante su producción.

## Función
La función exacta de las puntas de Palmela sigue siendo objeto de debate entre los estudiosos. Algunos consideran que eran puntas de flecha, aunque su peso elevado indica que es más probable que se utilizaran como puntas de lanza o jabalinas para la caza o como armas en combate. Además, coexistían con las puntas de sílex, que eran de menor tamaño y se utilizaban para la fabricación de flechas.